# Noordelijk kampioenschap hockey heren 1930/31
Het Noordelijk kampioenschap hockey heren 1930/31 was de 3e editie van deze Nederlandse hockeycompetitie. De competitie werd gehouden onder leiding van de Noordelijke Hockey Bond.

## Competitie
De verenigingen waren opgedeeld in een afdeling Friesland en een afdeling Groningen. Kampioen van de afdeling Friesland werd HHC uit Heerenveen. Na het behalen van de titel door HHC op 22 februari 1931 werden de drie nog resterende wedstrijden in deze competitie niet meer gespeeld. Kampioen van de afdeling Groningen werd DBS. Het haalde de titel binnen na een 4-3-overwinning in een rechtstreeks duel om de Groninger titel tegen GHC op 8 maart 1931. In Friesland was er slechts één competitie voor heren. Daarnaast was er ook een competitie voor dames. In Groningen was er geen competitie voor dames maar wel een eerste en een tweede klasse. In de tweede klasse speelden de tweede elftallen van de verenigingen uit de eerste klasse.
Waar de beide vorige jaren de beslissing om het noordelijk kampioenschap viel in een enkele kampioenswedstrijd werd dit jaar besloten de strijd om de titel in een uit- en een thuiswedstrijd te beslechten. Op 15 maart 1931 vond het eerste duel plaats op het terrein van GHBS. Het Stadspark te Groningen was namelijk niet beschikbaar. DBS won met 4-1 van HHC. De Heerenveners speelden met vier invallers en het terrein was dermate slecht dat het meer leek op een modderballet dan op een hockeywedstrijd. Op 22 maart 1931 werd de return gespeeld op het terrein van HHC te Oranjewoud. De wedstrijd eindigde in 2-2 en daarmee werd DBS voor de derde opeenvolgende maal kampioen van het noorden.

## Promotie en degradatie
Er was dit seizoen wederom geen sprake van promotie of degradatie.

## Eindstand Friesland
| pos | club  | gs | w | g | v | pnt | dv | dt | ds  |
| --- | ----- | -- | - | - | - | --- | -- | -- | --- |
| 1.  | HHC   | 6  | 5 | 0 | 1 | 10  | 21 | 5  | +16 |
| 2.  | LHC   | 5  | 2 | 1 | 2 | 5   | 9  | 9  | 0   |
| 3.  | Rap.  | 4  | 1 | 2 | 1 | 4   | 8  | 8  | 0   |
| 4.  | Sneek | 5  | 0 | 1 | 4 | 1   | 1  | 17 | -16 |

## Eindstand Groningen, 1e klasse
| pos | club | gs | w | g | v | pnt | dv | dt | ds |
| --- | ---- | -- | - | - | - | --- | -- | -- | -- |
| 1.  | DBS  | 6  | 5 | 1 | 0 | 11  | 14 | 6  | +8 |
| 2.  | GHC  | 6  | 3 | 1 | 2 | 7   | 11 | 7  | +4 |
| 3.  | GHBS | 6  | 1 | 0 | 4 | 3   | 9  | 13 | -4 |
| 4.  | GCHC | 6  | 1 | 1 | 4 | 3   | 5  | 13 | -8 |

## Kampioenscompetitie
1928/29 · 1929/30 · 1930/31 · 1931/32 · 1932/33 · 1933/34 · 1934/35 · 1935/36 · 1936/37 · 1937/38 · 1938/39 · 1939/40 · 1940/41 · 1941/42 · 1942/43 · 1943/44 · 1944/45 · 1945/46 · 1946/47 · 1947/48 · 1948/49 · 1949/50 · 1950/51 · 1951/52 · 1952/53 · 1953/54 · 1954/55 · 1955/56 · 1956/57 · 1957/58 · 1958/59 · 1959/60 · 1960/61 · 1961/62 · 1962/63 · 1963/64 · 1964/65 · 1965/66 · 1966/67 · 1967/68 · 1968/69 · 1969/70 · 1970/71 · 1971/72 · 1972/73